# Thomomys bottae aphrastus
Thomomys bottae aphrastus is een knaagdier dat voorkomt in zuidwestelijk Noord-Amerika. Dit dier is een ondersoort van de valleigoffer (Thomomys bottae). Hij is oorspronkelijk beschreven door Elliot (1903). De typelocatie, de plaats waar het exemplaar vandaan komt op basis waarvan de ondersoort oorspronkelijk is beschreven, de plaats waar het exemplaar vandaan komt aan de hand waarvan de soort beschreven is, ligt in Neder-Californië (Mexico).